# Jan Hołub
Jan Krzysztof Hołub (ur. 21 marca 1996 we Wrocławiu) – polski pływak specjalizujący się w stylu dowolnym, brązowy medalista mistrzostw Europy.

## Kariera
W 2013 roku podczas mistrzostw Europy juniorów w Poznaniu zdobył złoty medal w sztafecie 4 × 100 m stylem dowolnym.
Rok później, na mistrzostwach Europy juniorów w Dordrechcie wywalczył złoto w konkurencji 100 m stylem dowolnym i srebro na dystansie dwukrotnie krótszym.
W 2015 roku podczas mistrzostw świata w Kazaniu wraz z Pawłem Korzeniowskim, Kacprem Majchrzakiem i Konradem Czerniakiem zajął piąte miejsce w rywalizacji sztafet 4 × 100 m stylem dowolnym. Polacy czasem 3:14,12 min poprawili również rekord kraju.
W 2018 roku na mistrzostwach Europy w Glasgow płynął w wyścigu eliminacyjnym sztafet 4 × 100 m stylem dowolnym. Otrzymał brązowy medal, kiedy Polacy w finale zajęli trzecie miejsce.